# Osmia peregrina
Osmia peregrina är en biart som beskrevs av Warncke 1988. Osmia peregrina ingår i släktet murarbin, och familjen buksamlarbin. Inga underarter finns listade i Catalogue of Life.